# Dennis Rader
Dennis Lynn Rader (* 9. března 1945 Pittsburgh) je americký sériový vrah. Je známý jako BTK podle zkratky pro  „svázat, mučit, zabít“ (v originále bind, torture, kill), kterou se podepisoval v dopisech.
V letech 1974 až 1991 Rader zabil 10 lidí ve městě Wichita v Kansasu. Policistům a novinářům posílal výsměšné dopisy popisující podrobnosti jeho zločinů. V roce 2004, deset let po poslední vraždě, na sebe začal Rader znovu upozorňovat prostřednictvím dopisů zaslaných policistům, které následně dopomohly k jeho zatčení v roce 2005. V nápravném ústavu v Kansasu si Rader nyní odpykává deset po sobě jdoucích doživotních trestů.

## Osobní život
Dennis Rader se narodil 9. března 1945. Je jedním ze čtyř synů matky Dorothee a otce Williama; jeho bratři se jmenují Paul, Bill a Jeff. Přestože se narodil v Pittsburgu v Kansasu, vyrostl ve Wichitě. Kvůli práci se rodiče Raderovi, ani jeho třem bratrům, příliš nevěnovali. Rader později během vyšetřování popsal zejména svůj špatný vztah k matce, která mu nevěnovala dostatek pozornosti.
Už od mládí se v Raderovi projevovaly sklony k sadismu a měl sexuální fantazie o mučení „uvězněných a bezmocných“ žen. Dále si také našel zálibu v mučení, zabíjení a věšení malých zvířat. Rader projevoval známky několika sexuálních fetiší, například voyeurismu nebo uspokojování pomocí autoerotického zadušení. Často tajně sledoval ženy ze sousedství, během čehož se sám rád oblékal do ženského oblečení, včetně kradeného dámského spodního prádla a masturboval, přičemž si vázal provazy kolem paží a krku pro ještě větší uspokojení. O několik let později, se v době mezi vraždami fotil svázaný, převlečený do ženského oblečení, a s maskou představující ženský obličej. Rader později přiznal, že jako součást sexuální fantazie si představoval, že je jednou ze svých obětí. Rader ovšem své sexuální a sadistické sklony velmi dobře skrýval, a proto byl mezi známými a sousedy považován za přátelského a zdvořilého.
Po střední škole šel Rader na univerzitu v Kansasu, ale průměrné výsledky jej po roce studování donutily univerzity zanechat. V období mezi 1966 a 1970 byl součástí v letectva Spojených států. Po propuštění se přestěhoval do Park City, kde pracoval v supermarketu v oddělení masa. 22. května 1971 se oženil s Paulou Dietz, se kterou má dvě děti, Kerri a Briana. Poté se vrátil zpátky na školu a v roce 1973 získal titul v oboru elektroniky. V roce 1979 odpromoval na Státní univerzitě ve Wichitě s bakalářským titulem.
Rader pracoval jako montér pro zásobovací společnost Coleman Company. V letech 1974 až 1988 pracoval v kancelářích ADT Security Services se sídlem ve Wichitě, kde v rámci své práce instaloval bezpečnostní systémy, v mnoha případech byl pro jeho klienty důvodem právě strach z vraha zvaného BTK.
V květnu roku 1991 byl Rader pověřen odchytem psů v Park City a také ve městě dohlížel na dodržování předpisů. Sousedé o Raderovi vypověděli, že při práci občas přehnaně reagoval, byl nepřiměřeně přísný a také se podivuhodně vyžíval v šikaně a obtěžování svobodných žen. Jedna sousedka si stěžovala, že bezdůvodně zabil jejího psa.

## Vraždy
15. ledna 1974 byli ve Wichitě v Kansasu zavražděni čtyři členové rodiny Oterových. Oběťmi se stal Joseph Otero s manželkou Julií a jejich dvěma dětmi. Jejich těla objevil nejstarší syn Charlie Otero, který byl v době vraždy ve škole. Po tom, co byl Rader v roce 2005 zatčený, se k vraždě rodiny Oterových přiznal. Rader napsal dopis, který schoval v knize uložené ve wichitské veřejné knihovně, který podrobně popisuje detaily vraždy členů rodiny Oterových.
V roce 1978 poslal další dopis televizní stanici KAKE ve Wichitě, ve kterém se přiznal k vraždám Oterových, Kathryn Brightové, Shirley Vian Relfordové a Nancy Foxové.  Dále v tomto dopise sám pro sebe navrhl mnoho možných přezdívek, včetně zkratky BTK.
V roce 1979 se Raderovi nevydařila plánovaná vražda Anny Williamsové, na kterou čekal u ní doma, přičemž Anna se zdržela u přátel a Rader čekání vzdal. Rader u výpovědi přiznal, že byl vzteky bez sebe. Podobné štěstí ovšem neměla Marine Hedgeová, která byla ve svých 53 letech nalezena zavražděná. Rader přenesl její tělo do kostela, který sám navštěvoval, a vyfotografoval ji svázanou v různých pozicích.
V roce 2004 bylo vyšetřování vraha BTK odloženo z důvodu nedostatku informací. Rader poté ale znovu začal komunikovat s médii, což následně vedlo k jeho zatčení v únoru roku 2005. V jednom z dopisů se doznal k vraždě, která v té době BTK ještě nebyla přisuzována. Krátce před zatčením byl Rader velmi aktivní a posílal novinářům balíky s dopisy popisující detaily vražd a se znepokojujícími fotkami svázaných dětí. Na veřejnost se později dostaly i detaily z Raderovy údajné autobiografie, která byla součástí jednoho z balíčků, obsahující informace z Raderova osobního života.
| Jméno                         | Pohlaví | Věk | Datum úmrtí      | Místo vraždy                              | Příčina smrti            | Použitá zbraň     |
| ----------------------------- | ------- | --- | ---------------- | ----------------------------------------- | ------------------------ | ----------------- |
| Joseph Otero                  | Muž     | 38  | 15. ledna 1974   | 803 North Edgemoor Street, Wichita        | Udušení                  | Plastový pytel    |
| Julia Maria Oterová           | Žena    | 33  | 15. ledna 1974   | 803 North Edgemoor Street, Wichita        | Uškrcení                 | Provaz            |
| Joseph Otero, Ml.             | Muž     | 9   | 15. ledna 1974   | 803 North Edgemoor Street, Wichita        | Udušení                  | Plastový pytel    |
| Josephine Oterová             | Žena    | 11  | 15. ledna 1974   | 803 North Edgemoor Street, Wichita        | Oběšení                  | Lano              |
| Kathryn Doreen Brightová      | Žena    | 21  | 4. dubna 1974    | 3217 East 13th Street North, Wichita      | Tři bodné rány do břicha | Nůž               |
| Shirley Ruth Vian Relfordová  | Žena    | 24  | 17. března 1977  | 1311 South Hydraulic Street, Wichita      | Uškrcení                 | Lano              |
| Nancy Jo Foxová               | Žena    | 25  | 8. prosince 1977 | 843 South Pershing Street, Wichita        | Uškrcení                 | Opasek            |
| Marine Wallace Hedgeová       | Žena    | 53  | 27. dubna 1985   | 6254 North Independence Street, Park City | Uškrcení                 | Ruce              |
| Vicki Lynn Wegerleová         | Žena    | 28  | 16. září 1986    | 2404 West 13th Street North, Wichita      | Uškrcení                 | Silonová punčocha |
| Dolores Earline Johnson Davis | Žena    | 62  | 19. leden 1991   | 6226 North Hillside Street, Wichita       | Uškrcení                 | Punčochy          |

K zatčení nakonec vedla data ze smazaného dokumentu na disketě zaslané v jednom z balíčků. Rader byl zatčen při řízení poblíž svého domu v Park City krátce po poledni 25. února 2005. Policisté prohledali Raderův dům a auto, přičemž objevili několik důkazů. Prohledán byl také kostel, který Rader navštěvoval, jeho kancelář na městské radnici a hlavní pobočka knihovny Park City. Na tiskové konferenci následující den ráno policejní náčelník Norman Williams oznámil: „Sečteno a podtrženo: BTK je zatčen.“ 
28. února 2005 byl Rader obviněn z deseti vražd prvního stupně. Rader během soudního řízení spolupracoval a ochotně popsal detaily vražd. Nakonec byl odsouzen k deseti doživotním trestům, tedy k nejméně 175 rokům ve vězení. V současné době si trest odpykává v nápravném zařízení v Kansasu.

## V kultuře
- Rader je jednou z postav seriálu Mindhunter internetové televize Netflix.
- Americký spisovatel Stephen King uvedl, že Rader a jeho vraždy byli inspirací jeho povídky Dobré manželství, která vyšla v povídkové sbírce Černočerná tma.[33]